# Дарданелльская медаль (Франция)

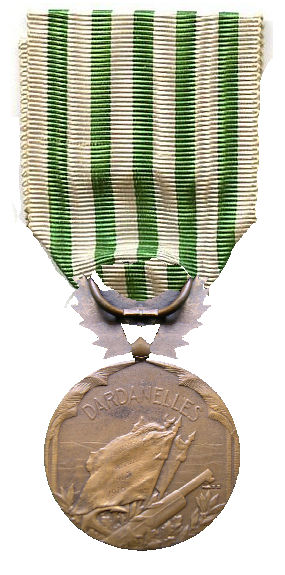
Оборотная сторона медали

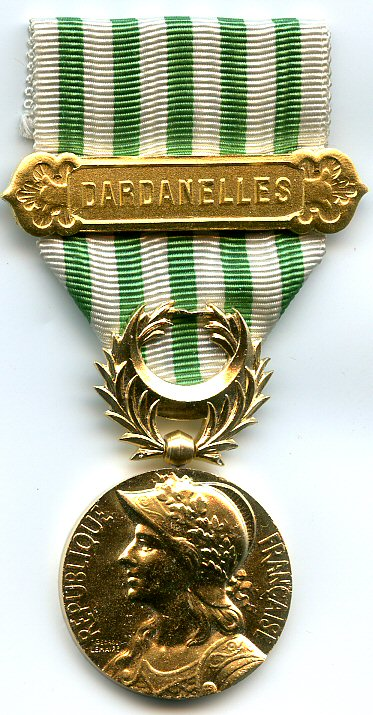
Медаль с неофициальной пристёжкой "DARDANELLES"

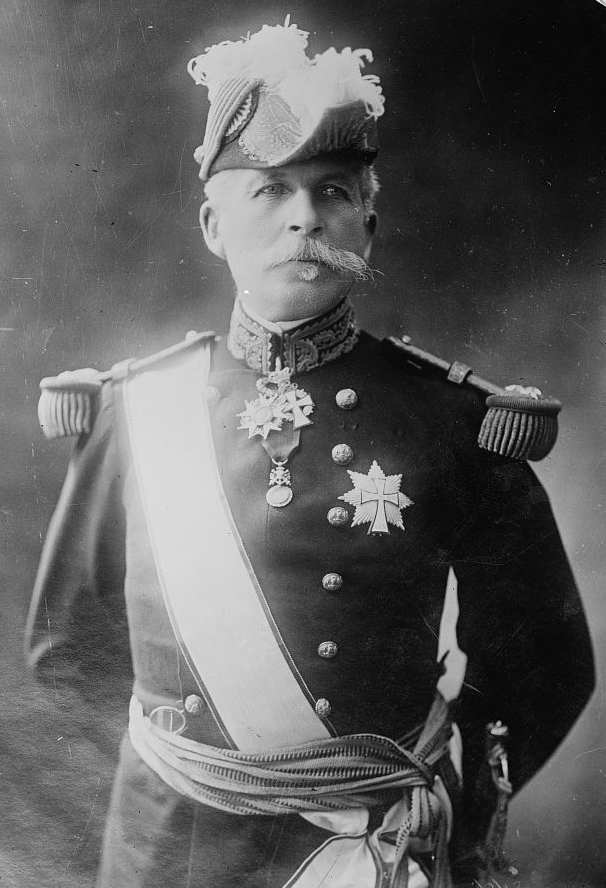
генерал Альбер д'Амад

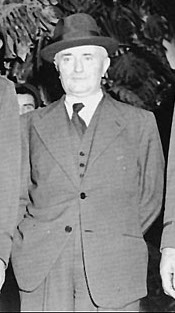
адмирал Франсуа Дарлан

Памятная Дарданелльская медаль (фр. "Médaille commémorative des Dardanelles") — французская медаль, предназначенная для награждения военнослужащих армии и флота, принимавших участие в сражениях Дарданелльской операции, также известной как кампания Галлиполи, в период с 25 апреля 1915 года по 9 января 1916 года.

## История
Целями предпринятой по инициативе Уинстона Черчилля операции были овладение Дарданелльским проливом, восстановление связи с Россией и обеспечение безопасность Суэцкого канала.
Высадившись на полуострове Галлиполи, Дарданелльский экспедиционный корпус численностью 80 000 человек (4 британские дивизии и 1 французская дивизия генерала д'Амада), при поддержке военно-морских сил сражался с турецкими и немецкими войсками с 26 апреля по 20 декабря 1915 года. Корпус понёс тяжёлые потери не только в боях с противником, но и от тропических болезней и сложных климатических условий.
Депутат Парламента Жиро, предложил в качестве поощрения для участников операции учредить памятную пристёжку к Колониальной медали. В свою очередь, депутаты Бюро и Дариак, выступая 26 июня 1917 года, предложили не ограничиваться полумерами, а сразу учредить новую медаль для французских и Союзных войск, воевавших на Востоке.
Правительство Франции тогда не поддержало эти инициативы; одной из причин было несоответствие предложения статуту Колониальной медали. Однако учреждение Памятной медали Великой войны (1920 г.) и Медали Победы (1922 г.), оживило дискуссию. Вопреки воле министра обороны, правительству пришлось согласиться с необходимостью официального признания службы на данном театре военных действий.
15 июня 1926 года была учреждена Памятная медаль кампании Востока и Дарданелл (фр. "Médaille Commémorative d'Orient et des Dardanelles")., фактически представлявшая собой две сходные медали, различавшиеся лишь изображением на реверсе: Медаль Дарданелл и Медаль Востока.
8 июля того же года вышел указ, устанавливавший цвета их лент. 

## Критерии награждения
Медалью награждались военнослужащие армии и флота, а также гражданские чиновники, принимавшие до 9 января 1916 года участие в Дарданелльской операции; как из числа экспедиционного корпуса Дарданелл (состоявшие под командованием английского генерала сэра Яна Гамильтона), так и французской Армии Востока, а равно войска Союзных держав.
Минимальный срок службы, необходимый для награждения, в Статуте медали не оговаривался.

## Описание награды
Дизайн награды, за вычетом некоторых деталей, в целом аналогичен такому же у памятной Марокканской медали
- Медаль : круглая, бронзовая, диаметр 30 мм. На аверсе — рельефное изображение «воинственной аллегории республики» в виде женской фигуре в шлеме, украшенном короной из дубовых листьев, по бокам которой по окружности расположена надпись RÉPUBLIQUE FRANÇAISE (рус. Французская Республика).[1] Слева внизу мелким шрифтом обозначено имя автора, Жоржа Лемера.

На реверсе на фоне восточной арки изображены два флага (символизирующие армию и флот), скрещенные ствол орудия и якорь, в нижней части полукругом расположен венок. В верхней части, также полукругом, идёт надпись DARDANELLES. На некоторых разновидностях медалей на одном из знамён имеется надпись HONNEUR ET PATRIE 1915 1918 (рус. ЧЕСТЬ И РОДИНА 1915 1918), на других может отсутствовать изображение якоря.
В верхней части медали находится крепление для подвесного кольца, через петлю которого проходит лента. Кольцо с лицевой стороны украшено бронзовым изображением полумесяца внутри округлого лаврового венка диаметром 24 мм.  
- Лента : ширина 38 мм, шелковая муаровая, белого цвета с пятью продольными 3-мм зелёными полосами (такая же, как лента Памятной медали Великой войны, но вместо красных полос — зелёные).

Существовала также оформленная в восточном стиле позолоченная пристёжка к ленте с надписью DARDANELLES, однако, сугубо неофициальная и приобретавшаяся в частном порядке.

## Известные награждённые
- генерал Анри Гуро
- генерал Альбер д'Амад
- адмирал Шарль Перзо
- старший канонир Луи Бласи (броненосец «Gaulois»)
- лейтенант Габриэль де Шампо де ла Булайе
- доктор Жан Клюне
- адмирал Франсуа Дарлан
- лейтенант Жан Жироду